# Pays-Bas aux Jeux olympiques d'hiver de 1994
Les Pays-Bas participent aux Jeux olympiques d'hiver de 1994 à Lillehammer.  

## Médaillés
| Medaille | Athlète        | Sport               | Épreuve         |
| -------- | -------------- | ------------------- | --------------- |
| Argent   | Rintje Ritsma  | Patinage de vitesse | 1 500 m hommes  |
| Bronze   | Falko Zandstra | Patinage de vitesse | 1 500 m hommes  |
| Bronze   | Rintje Ritsma  | Patinage de vitesse | 5 000 m hommes  |
| Bronze   | Bart Veldkamp  | Patinage de vitesse | 10 000 m hommes |